# Gurtkraftbegrenzer
Der Gurtkraftbegrenzer ist eine Vorrichtung, welche bei einer Kollision die maximale Kraft des Sicherheitsgurtes auf den Insassen begrenzt. 
Verwirklicht wird die Begrenzung der Gurtkraft durch Verdrehung eines Torsionsstabs im Gurtaufroller oder auch durch das Reißen einer Reißnaht im Sicherheitsgurt. Die vom Sicherheitsgurt auf den Insassen wirkende Rückhaltekraft wird durch den Gurtkraftbegrenzer auf die biomechanisch ertragbaren Grenzwerte reduziert. Ziel ist es, beispielsweise zu verhindern, dass Rippen durch die Rückhaltekraft des diagonal über die Brust verlaufenden Gurtbands brechen oder der Kopfnickwinkel bestimmte Grenzwerte überschreitet.
Je nach Durchmesser des Torsionsstabs (zum Beispiel 9 mm) können unterschiedliche Niveaus der Kraftbegrenzung erreicht werden. Ziel der Kraftbegrenzung ist es, durch verringerte Rückhaltekräfte die Insassenbelastungen im Kopf- und Brustbereich zu reduzieren.
Zur optimalen Anpassung und Abstimmung des Rückhaltsystems (auch im Zusammenspiel mit dem Airbag) gibt es mehrere Kraftbegrenzerstufen („weich“ bis „hart“). Beabsichtigt ist damit, den im Fahrgastraum maximal zur Verfügung stehenden Vorverlagerungsweg des Insassen zu nutzen. Ein Gurtkraftbegrenzer für den Beifahrer kann „weicher“ ausgelegt sein, da durch das fehlende Lenkrad in der Regel mehr Vorverlagerungsweg vorhanden ist.
Im Jahr 2016 waren zwar neu zugelassene Pkw auf den vorderen Sitzen mit einem Gurtkraftbegrenzer ausgestattet. Für Fondinsassen auf der Rücksitzbank waren Gurtkraftbegrenzer jedoch nur gegen Aufpreis erhältlich.